# Anton Kuys
Antonius Jacobus „Anton Kuys“ (* 11. August 1903 in Den Haag; † 14. März 1978 ebenda) war ein niederländischer Radrennfahrer.

## Sportliche Laufbahn
Antonius „Anton“ Kuys war Teilnehmer der Olympischen Sommerspiele 1928 in Amsterdam. Im olympischen Einzelzeitfahren schied er beim Sieg von Henry Hansen aus. Die niederländische Mannschaft mit Anton Kuys, Leen Buis, Janus Braspennincx und Ben Duijker belegte in der Mannschaftswertung den 9. Platz.